# 徐承栋
徐承栋（1942年—），安徽芜湖人，中国人民解放军将领、中国人民解放军空军中将。 
1995年，授予中国人民解放军空军中将，曾任空军副政治委员。